# Историк-марксист
Исто́рик-маркси́ст — советский научный журнал, издававшийся в Москве в 1926—1941 годах. Объединён с «Историческим журналом». Первый исторический журнал, широко освещавший вопросы отечественной и всеобщей истории, включая страны Востока. В журнале печатались исследовательские статьи, рецензии, документы и официальные материалы.

## История
Появление первого номера журнала было отмечено в газете «Правда» (15 июня и 7 июля 1926 года) и журнале «Большевик» (№ 23-24, 1926).
Идейная поддержка журналу исходила от Отдела печати ЦК ВКП(б) и от Агитпропа. Первый оказывал журналу постоянную помощь в виде отчётов о деятельности и утверждения состава редакционной коллегии. В свою очередь коллегия исполняла поручения руководства проводя рецензирование выходящей исторической литературы (куда входили учебники и учебные пособия), а также составляла обзоры и сводки современного состояния дел в исторической науке. Отдел печати обращался к историкам с заданиями подготовить докладные записки для составления плана развития исторической печати в СССР, куда должны были входить содержание исторических журналов и суть публикуемых статей, авторский состав, как и порядок работы редакционной коллегии, тираж и объём.
В это время в журнале публиковали отчёты о деятельности ОИМ, сведения о прошедших заседаниях Совета ОИМ, прошедшей работе секций, Президиума Коммунистической академии, итоги научных исследований, стенографические отчёты о научных заседаниях, а также отдельные доклады и статьи. Доклады были посвящены вопросам исторических и революционных событий (Октябрьская революция, Революция 1905—1907, Французская революция, финансовый капитализм в России), исторических и политических деятелей (Н. Г. Чернышевский), общественных и политических движений (термидорианский переворот, троцкисты, оппортунисты). Существенное участие было принято журналом в подготовке и проведении I Всесоюзной конференции историков-марксистов.
В 1926—1931 годах журнал являлся печатным изданием Общества историков-марксистов (ОИМ) при Коммунистической академии и её Института истории Коммунистической академии Институт занимался изучением истории рабочего класса в СССР, истории народов СССР, а также широкой разработкой истории западных стран, которая включала историю II Интернационала, историю империализма и революционного движения.. В промежуток с 1929 по 1935 годы около 65-70 % всех материалов было опубликовано сотрудниками Института истории Коммунистической академии.
В 1936—1941 годах — издание Института истории АН СССР. В журнале была создана рубрика «На фронте исторической науки», где печатались постановления ВКП(б) и СНК СССР по вопросам исторического образования, а также сообщения о собраниях сотрудников научно-исследовательских институтов и преподавателей вузов страны, где эти постановления обсуждались. После перехода журнала в ведение Института истории АН СССР, из-за внутренних изменений в последнем возникли трудности взаимодействия редакции и дирекции. В 1938 году ответственный секретарь журнала Б. К. Рубцова писала, что «лишь очень узкий актив авторов интересовался работой „Историка-марксиста“.». Другой ответственный секретарь журнала в своём докладе в феврале 1938 года отмечала, что имеет место недостаточное участие сотрудников Института истории в работе журнала, а согласно подсчётам редакции только 35,7 % авторов статей были сотрудниками Института истории. Тем не менее в 1940 году на сессии Отделения истории и философии АН СССР в отчётном докладе за 1939 год было отмечено, что журнал занял одно из первых мест по выпуску продукции.
В эти годы при участии журнала были проведены дискуссии в Институте истории АН СССР по вопросам периодизации всемирной истории, о сущности общественного строя Киевской Руси, о возникновении Русского государства, а также рассматривалась проблема складывания белорусской и украинской народностей. Была проведена дискуссия о по вопросу об абсолютизме и самодержавии, а также были предложения обсудить проблему споров о славянофильстве. Наряду с подготовкой учебников и многотомных изданий, писались монографии по широкому кругу тем: история Октябрьской революции, революционные движения в России в XIX веке, Французская революция, западноевропейские революции в XIX веке. В журнале были впервые напечатаны главы и разделы из готовившихся монографий историков — О. А. Пятницкого об Октябрьском восстании в 1917 году в Москве, А. И. Молока об июльской революции 1830 года и Е. В. Тарле о прериальском восстании 1795 года. Рецензировались труды Е. А. Косминского об английской деревне XIII века, Б. Д. Грекова о Киевской Руси и Ф. В. Потёмкина о Лионских восстаниях 1831 и 1834 годов. В журнале постоянно печатались отзывы на выпускавшиеся Институтом истории АН СССР «Материалы по истории народов СССР» и отдельные исторические источники. А сотрудники Института печатали в журнале рецензии на основной поток исторических изданий в СССР. Так, с подачи сотрудников сектора истории Средних веков в журнале были напечатаны рецензии на «Хронологические выписки» Карла Маркса.

## Содержание журнала
Основными отделами в журнале являлись:
- статьи
- доклады
- материалы
- преподавание истории
- критика и библиография
- хроника.

За 15 лет существования журнала основное место принадлежало научно-исследовательским статьям, занимавшим от одной трети до половины общего листажа. Здесь наиболее частыми темами являлись: история трёх российских революций, революционное движение в России в XIX веке, история народов СССР, а в 1930-е годы — социально-экономическая история России и история ВКП(б). Основными темами всемирной истории в журнале являлись: история Французской революции, западноевропейские революции в XIX веке, Парижская коммуна, международное рабочее, социалистическое и коммунистическое движение, национально-освободительная война колоний и зависимых стран. Древняя и средневековая история разрабатывались в основном представителями старой исторической школы и не вписывались в новые условия. Основное место занимали статьи по новой истории. Это было связано с тем, что специалистов по новейшей истории ещё было мало. Тем не менее авторы обращались к новейшей истории Англии, Франции и Германии. Были написаны первые статьи по советской американистике, где рассматривались вопросы подъёма революционного движения и национально-освободительной борьбы в латиноамериканских странах. С середины 1930-х годов стали появляться первые исследования по истории Средних веков, Древнего мира, освещались вопросы этнографии, археологии, вспомогательных исторических дисциплин. Тогда же в журнале стали публиковать статьи по истории феодализма. Востоковедческая тематика в журнале была развита слабо, поскольку не имелось достаточно крепкого коллектива авторов и имела место сильная конкуренция со стороны других журналов — «Новый Восток», «Проблемы Китая», «Тихий океан» и «Мировое хозяйство и мировая политика». Несмотря на это в журнале публиковались работы, посвящённые национально-освободительной борьбе народов Востока в новое и новейшее время, а с середины 1930-х стали появляться статьи по древней истории Востока и средневековью.
В отделе «Доклады» печатались доклады, прочитанные на заседаниях ОИМ и Коммунистической академии. Тематика перекликалась со статьями. Временами журнал печатал стенограммы, особенно те, где обсуждались методологические вопросы. С начала 1930-х годов вместо стенограмм стали печататься только переработанные доклады.
В отделе «Преподавание истории» публиковались доклады членов методологической секции Общества историков-марксистов, а также обзоры учебников и методической литературы. Здесь же отводилось место для дискуссий о способах и путях преподавания истории в вузах и школах. Со второй половины 1930-х годов в журнале стали широко печатать постановления ВКП(б) и СНК СССР по вопросам исторического образования, выходили методические статьи о преподавании истории в вузах, сведения о работе первых факультетов истории, а также о работе над учебниками. 
Отдел «Критика и библиография» охватывал примерно 17—20 %. В этом разделе более 70 % публикаций составляют рецензии на монографии и статьи, в основном отечественных авторов. В первые годы существования журнала наибольшее внимание рецензентов получили работы посвящённые истории развития капитализма и истории советского общества, история революционного движения в России в XIX веке и социально=экономические отношения, история Октябрьской революции и ВКП(б). Во второй половине 1930-х годов широко рецензировались работы советских учёных по теме феодализма, общественного строя Киевской Руси, восстаний крестьян, социально-экономических отношений Русского государства. По всемирной истории рецензии писались на работы советских авторов по новой истории, где темами выступали: история западноевропейских революций в XIX веке, история общественной мысли, деятельность Карла Маркса и Фридриха Энгельса, рабочее и социалистическое движение, Парижская коммуна. Среди работ зарубежных авторов рецензировались издания по истории западноевропейских революций XIX века, международных отношений, вопросам методологии и историографии. Подобное рецензирование использовалось и для полемики с противниками марксизма-ленинизма. В 1930 годы критиковались издания нацистской Германии. Наряду с этим рецензировались работы «прогрессивных авторов» писавших по теме международных отношений и месте СССР в обеспечении мира и безопасности. Исследовалась мемуаристка, как подвергавшиеся осуждающей критике издания «белоэмигрантской мемуарной литературы», так и воспоминания участников трёх революций в России и народничества. Рецензенты также занимались разбором приёмов публикации: «наличие указателей, примечаний, предисловий, анализ источников, времени его возникновения и др.» Также важно место занимала разработка точных требований к публикациям документальных материалов: «необходимый минимум документов по каждому вопросу, общая методологическая и методическая установка в их подборе.». Здесь обращалось особое внимание на новизну и достоверность источника. Следующий важный шаг рецензента должен был заключаться в археографической обработке источника, где необходимыми составляющими должны были стать «соответствие подлиннику, сохранение орфографии, точный перевод с иностранного языка.» В первую очередь в журнале рецензировались работы сотрудников Института истории Коммунистической академии, АН СССР, Центрального архива, Истпарту, ИМЭЛ при ЦК ВКП(б). Из издательств наиболее рецензируемыми были публикации Госиздата и Партиздата.
Оставшиеся 3—5 % находились в распоряжении хроники.

## Издания
В 1926—1931 годы было выпущено 22 номера, в 1932—1934 и 1936—1939 годах периодичность издания составляла 6 номеров в год, в 1935 и 1940 годах — 12 номеров. За всё время существования журнала вышло 94 номера.

## Ответственные редакторы
- А. В. Шестаков (1926—1930)[23]
- М. Н. Покровский (1930—1932)[1]
- Н. М. Лукин (1933—1938)[1]
- Е. М. Ярославский (1938—1941)[1]

## Оценки журнала
По оценке БСЭ, журнал сыграл большую роль «в борьбе с буржуазной историографией и утверждении марксистской концепции в советской исторической науке».
Историк А. М. Сахаров в статье «Журналу „Вопросы истории“ — 50 лет» (1976, № 6) называл журнал пропагандистом и глашатаем революционной науки о прошлом, также боевым оружием и сосредоточение её стремительно набиравшегося опыта, как и её трибуной и кафедрой в одном лице.
Историк А. И. Алаторцева отмечает, что

Содержание первых номеров журнала, его авторский состав обеспечили успех всему изданию. Строгий тематический отбор, оригинальный характер исследований, их высокий научный уровень, актуальность были положены в принципы работы редколлегии журнала. Современники отмечали популярность нового издания среди научных сотрудников, преподавателей, методистов-историков. <…> Журнал «Историк-марксист» отражал на своих страницах основные направления исследовательской, научно-методической, пропагандистской работы Общества. Изучение ведущих проблем советской историографии шло в журнале в плане историографическом и методологическом, в постоянной борьбе против буржуазных и мелкобуржуазных, троцкистско-меньшевистских концепций за утверждение марксистско-ленинского понимания важнейших событий мирового исторического процесса.

## Уточнения
1. ↑  Историк-марксист. — 1938. — № 3. — С. 150.
2. ↑  Историк-марксист. — 1938. — № 3. — С. 149.
3. ↑  Историк-марксист. — 1940. — № 4-5. — С. 150
4. ↑  Архив АН СССР, ф. 457, оп. 1 (1941), д. 9., л. 9